# أليسيو بونيو
أليسيو بونيو (بالإيطالية: Alessio Bugno)‏ هو لاعب كرة قدم إيطالي في مركز ظهير ‏، ولد في 27 مارس 1990 في ماجينتا في إيطاليا. لعب مع برو سيستو 1913 ونادي كارلايل يونايتد ونادي ليكو ونادي مونزا.

## وصلات خارجية
- أليسيو بونيو على موقع قاعدة بيانات كرة القدم.إي يو (الإنجليزية)
- أليسيو بونيو على موقع Soccerway.com (الإنجليزية)